# Jutta Rantala
Jutta Kaarina Rebekka Rantala (* 10. November 1999 in Köyliö) ist eine finnische Fußballspielerin. Die Stürmerin steht beim Vittsjö GIK unter Vertrag und spielte 2020 erstmals für die finnische Nationalmannschaft.

## Karriere

### Vereine
Rantala begann ihre Karriere bei NiceFutis in Pori und spielte schon sieben Monate vor ihrem 15. Geburtstag in der  Naisten Liiga. Insgesamt kam sie in ihrer ersten Saison auf 18 Einsätze, davon vier über die volle Spielzeit. Je siebenmal wurde sie ein- und ausgewechselt und erzielte dabei drei Tore. In ihrer zweiten Saison erzielte sie sieben Tore in 22 Spielen, von denen sie 13 über die volle Spielzeit bestritt. Zur Saison 2016 wechselte sie zu Turku PS, wo sie in 23 Spielen 12 Tore erzielte, zwei Tore mehr gelangen ihr in der folgenden Saison. Es folgten je eine Saison beim FC Honka Espoo, mit dem sie an der UEFA Women’s Champions League 2018/19 teilnahm, und HJK Helsinki, wo sie in 22 Spielen 22 Tore (13 in der normalen Punktrunde und 9 in der Finalrunde) erzielte und damit als Torschützenkönigin in beiden Runden maßgeblich zur Meisterschaft beitrug. Zudem war sie maßgeblich am Pokalsieg beteiligt. Im Januar 2020 wechselte sie auf die andere Seite des Baltischen Meeres zum Kristianstads DFF. In der Damallsvenskan erzielte sie in 21 Spielen sieben Tore, verpasste durch eine 1:2-Niederlage am letzten Spieltag gegen Linköping aber zunächst die UEFA Women’s Champions League 2021/22. Eine Regeländerung ermöglichte aber doch die Teilnahme, da ab der Saison die Topf-6-Nationen drei Startplätze erhalten. Sie scheiterte aber mit Kristianstads DFF im Finale des Platzierungswegs an Girondins Bordeaux. Zur Saison 2022 wechselte sie zu Vittsjö GIK.

### Nationalmannschaft
Rantala nahm mit den finnischen U-17- und U-19-Nationalmannschaften an den Qualifikationen für die  U-17-Fußball-Europameisterschaft der Frauen 2015 und 2016 sowie die U-19-Fußball-Europameisterschaft der Frauen 2017 und 2018 teil, erzielte dabei 25 Tore – konnte sich aber nie für die Endrunde qualifizieren.
2020 spielte sie erstmals in der A-Nationalmannschaft. Beim Zypern-Cup 2020 stand sie im zweiten Spiel gegen Kroatien in der Startelf und brachte ihre Mannschaft mit ihrem ersten A-Länderspieltor in der 6. Minute mit 1:0 in Führung. Zwar konnte ihre Mitspielerin Ria Öling die Führung noch ausbauen, aber am Ende mussten sie sich mit 2:3 geschlagen geben. Im Februar 2021 konnten sich die Finninnen wieder für eine Endrunde qualifizieren. Rantala wurde nach der COVID-19-bedingten Länderspielpause zwar für die letzten vier Qualifikationsspiele nominiert, aber nicht eingesetzt. Auch in den ersten sechs Spielen der Qualifikation für die WM 2023 saß sie auf der Bank und wurde nur im bisher letzten Spiel eingewechselt, das mit 6:0 gegen Georgien gewonnen wurde. Am 9. Juni 2022 wurde sie für die EM-Endrunde nominiert.

## Erfolge
HJK
- Finnische Meisterin: 2019
- Finnische Pokalsiegerin: 2018/19
- Torschützenkönigin der Kansallinen Liiga 2019